# Арс нова
Арс нòва (на латински: ars nova – „ново изкуство“) е музикален стил, зародил се и процъфтял в условията на късното Средновековие и ранния Ренесанс, в началото на 14 век във Франция, Италия и холандска Бургундия. В това движение се отразява революционния стремеж на новото време за освобождаване на изкуството от излишните догми, авторитарното влияние на католическата църква и регресивната идеология на феодализма. Понякога с този термин се означава цялата европейска полифонична музика на 14 век. Използва се и италианска арс нова, с която се означава предимно музиката на Франческо Ландини, който работи в Италия. На древен латински арс нова не означава точно „ново изкуство“, а по-скоро „нова техника в изкуството“ и се използва за първи път в два ръкописа: Ars novae musicae („Нова техника в музиката“) (около 1320 г.) от Йохан де Мурис и Ars nova notandi („Нова техника на писане на музика“) от Филип дьо Витри (около 1322 г.).
Този термин обикновено се използва в съчетание с арс антикуа (буквално „древно изкуство“), отнасящ се за музиката на периода 1170 – 1320 година. Много музикални специалисти използват термина арс антикуа за музиката на 13 век, а арс нова за музиката на 14 век. Арс нова се характеризира с развитие на вокално-инструменталния стил и освобождаване от задължителния дотогава кантус фирмус. Тя е отхвърлена от папа Йоан XXII, но приета от папа Климент VI.